# 츠지이 노부유키
츠지이 노부유키(일본어: 辻井伸行, 1988년 9월 13일 ~ )는 일본의 피아노 연주자이다.

## 생애
1988년 도쿄에서 산부인과 의사인 아버지와 아나운서 출신인 어머니 사이에서 태어났다.
2009년 6월 8일에 끝난 《2009 반 클라이번 콩쿠르》에서 중국의 장 하오첸(張昊辰)과 공동 우승했다.

## 음반 목록
1. debut (2007년 10월 24일)